# Sandra Roelofs

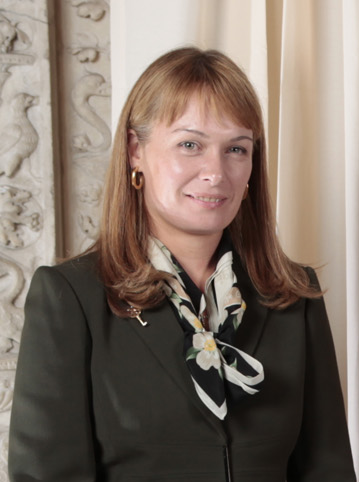
Sandra Roelofs (2009)

Sandra Elisabeth Saakaschwili-Roelofs (georgisch სანდრა რულოვსი; * 23. Dezember 1968 in Terneuzen, Niederlande) ist die Ehefrau des früheren georgischen Präsidenten Micheil Saakaschwili. Die promovierte Sprachwissenschaftlerin arbeitete als Radiomoderatorin und nahm mit ihrem Mann Repräsentationspflichten für Georgien wahr. Seit 2008 hat sie neben der niederländischen auch die georgische Staatsbürgerschaft. 

## Leben und Leistungen
Roelofs wuchs in einer wohlhabenden Familie auf. In ihrer Jugend jobbte sie als Verkäuferin in einer Bäckerei. 1991 schloss sie ein Studium am Staatlichen Wirtschaftsinstitut für Übersetzer in Brüssel ab und arbeitete als Übersetzerin für Deutsch und Französisch.
1993 lernte Roelofs ihren späteren Ehemann Micheil Saakaschwili am Internationalen Institut für Menschenrechte in Straßburg kennen, zog mit ihm nach New York City und heiratete Ende des gleichen Jahres. Sie arbeitete dort an der Columbia University und für eine niederländische Anwaltskanzlei.
1996 zog das Ehepaar in die georgische Hauptstadt Tiflis. Roelofs arbeitete für das niederländische Konsulat und das niederländische Radio, organisierte ein Austauschprogramm für Manager aus den Niederlanden und galt bald als erste inoffizielle Botschafterin der Niederlande in Georgien. Bis heute hält sie Kontakte zu ihrem Geburtsland, brachte im Oktober 2004 eine Partnerschaft zwischen den Hafenstädten Poti (Georgien) sowie Terneuzen und Vlissingen (Niederlande) zustande.
Im Auftrag der Internationalen Föderation der Rotkreuz- und Rothalbmond-Gesellschaften arbeitete Roelofs an der Entwicklung von Wohlfahrtsstrukturen in Georgien. 1997 gründete sie die gemeinnützige Stiftung SOCO, die sich Schulkindern, kinderreichen Familien, Flüchtlingen und hilfsbedürftigen Senioren widmet. 2004 sammelte sie Spenden für die internationale HALO-Stiftung zur Räumung von Landminen, übernahm die Schirmherrschaft für ein Anti-AIDS-Programm in Georgien und das Jazz-Festival in Tiflis.
Von 1999 bis 2003 war Roelofs Gastdozentin an der Staatlichen Universität Tiflis, schrieb eine Doktorarbeit über linguistische Aspekte der französischen Sprache in Belgien und lehrte Französisch an der Caucasus School of Business. 2005 bis 2008 absolvierte sie ein Krankenpflege-Studium in Tiflis. 2007 gründete sie den ersten Klassik-Radiosender in Transkaukasien, Radio Musa. Einmal pro Woche moderierte sie dort eine eigene Sendung.
Roelofs ist in der Vereinten Nationalen Bewegung (ENM), die Saakaschwili mitbegründete, politisch tätig. Zur Parlamentswahl 2016 trat sie als Zweitplatzierte auf der Parteiliste und als Direktkandidatin im Wahlkreis Sugdidi an. Sie boykottierte die Stichwahl in ihrem Wahlkreis und nahm ihr über die Liste errungenes Abgeordnetenmandat nicht an. Die ENM nominierte sie zur Bürgermeisterwahl in Sugdidi 2019. Sie unterlag dem Kandidaten des Georgischen Traums bereits im ersten Wahlgang.
Gemeinsam mit Saakaschwili hat Roelofs zwei Söhne (* 1995 und 2005). Neben ihrer Muttersprache spricht sie Georgisch, Englisch, Deutsch, Französisch und Russisch.

## Schriften
- Sandra Elisabeth Roelofs: De first lady van Georgië: Het verhaal van een idealiste. Uitgeverij Archipel, Amsterdam/Antwerpen 2005, ISBN 90-6305-170-0